# Dhar (Mauritania)
Dhar è uno dei quattro comuni del dipartimento di Bassikounou, situato nella regione di Hodh-Charghi in Mauritania. Nel censimento della popolazione del 2000 contava 9.284 abitanti.